# Lata 40. XIX wieku
Lata 40. XIX wieku
Stulecia: XVIII wiek – XIX wiek – XX wiek
Dziesięciolecia: 1790–1799 « 1800–1809 « 1810–1819 « 1820–1829 « 1830–1839 « 1840–1849 » 1850–1859 » 1860–1869 » 1870–1879 » 1880–1889 » 1890–1899
Lata: 1840 • 1841 • 1842 • 1843 • 1844 • 1845 • 1846 • 1847 • 1848 • 1849

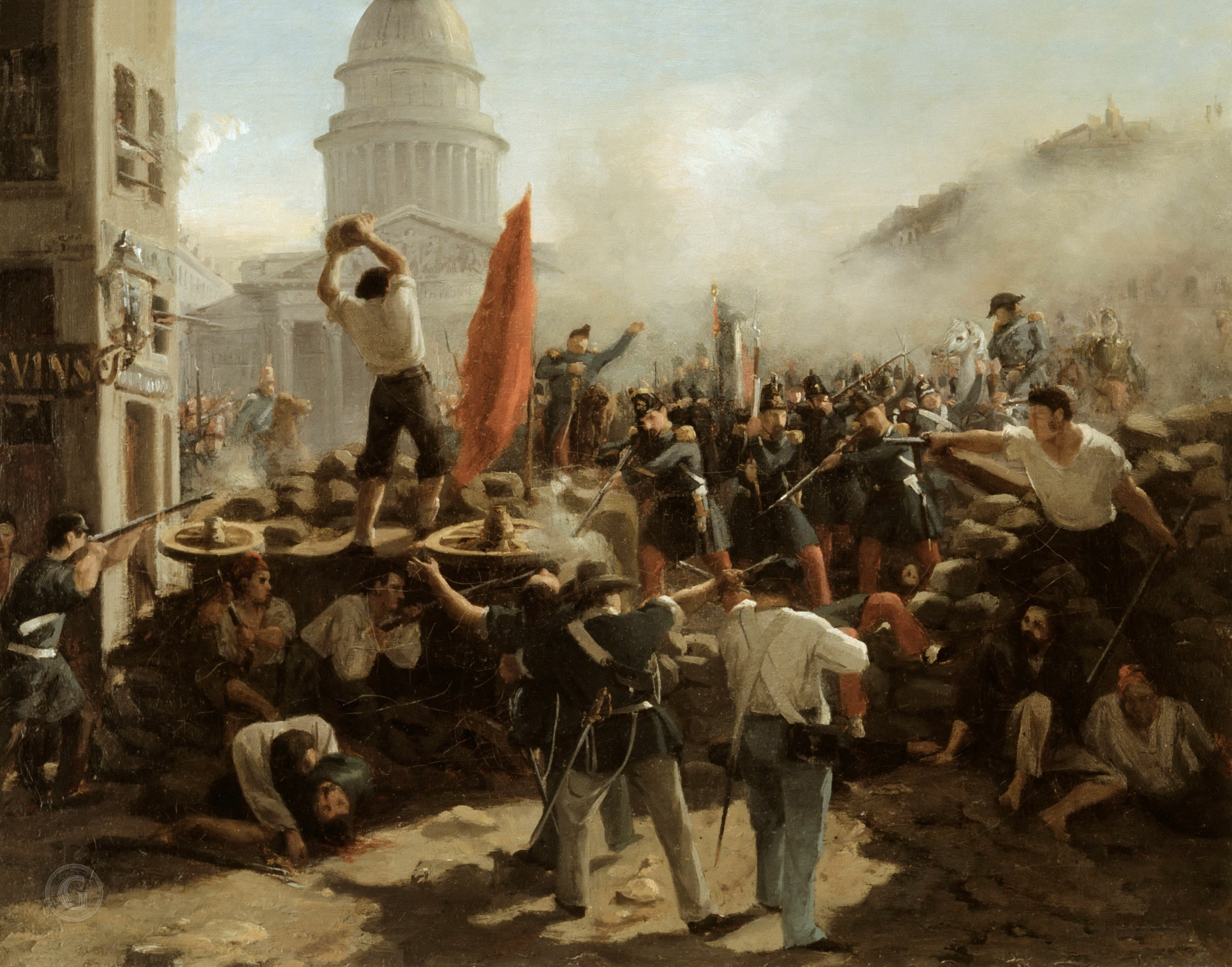
Wiosna Ludów

## Wydarzenia
- I wojna opiumowa
- James Clark Ross odkrył Lodowiec Szelfowy Rossa na Antarktydzie
- Wielki głód w Irlandii
- Wojna amerykańsko-meksykańska
- Kalifornia uznana za część Stanów Zjednoczonych
- Zjazd Słowiański (1848)
- Rzeź galicyjska
- Kalifornijska gorączka złota
- dekada zrywów wolnościowych – Wiosna Ludów

## Technologia
- Wulkanizacja
- Asfalt
- Maszyna analityczna

## Osoby
- Michaił Bakunin
- Aleksandr Hercen
- Franciszek Józef I
- Lajos Kossuth
- Napoleon III Bonaparte
- Fryderyk Chopin
- Charles Goodyear
- Ada Lovelace